# Pequi (Minas Gerais)
Pequi é um município brasileiro do estado de Minas Gerais. Sua população estimada em julho de 2021 era de 4 457 habitantes. Localizada no Centro-oeste mineiro, dista 119 km de Belo Horizonte.

## História
O município de Pequi foi criado pela Lei Estadual n° 556, de 30 de agosto de 1911, constituído por dois distritos: Santo Antônio do Pequi e Onça. Em 1923, o nome do distrito de Santo Antônio do Pequi foi alterado para Pequi. Em 1962 o distrito de Onça foi elevado a município, com o nome de Onça de Pitangui, e Pequi passou a ser constituído somente pelo distrito sede.